# Blastobasis leucochyta
Blastobasis leucochyta é uma espécie de mariposa do gênero Blastobasis, pertencente à família Coleophoridae.